# Canarium (plante)
Pour les articles homonymes, voir Canarium.
Genre
Classification phylogénétique
Le genre Canarium regroupe une centaine d'espèces d'arbres de la famille des Burséracées originaires des régions tropicales d'Afrique et d'Asie.
Grands arbres sempervirents de 40 à 50 m de hauteur, à feuilles alternes et pennées.

## Utilisation
Plusieurs espèces produisent des noix comestibles. C. luzonicum produit une résine aromatique appelée « élémi ».

## Espèces
- Canarium acutifolium (DC.) Merr.
- Canarium album (Lour.) DC.
- Canarium apertum H.J.Lam
- Canarium asperum Benth.
- Canarium australasicum (F.M.Bailey) Leenh.
- Canarium australianum F.Muell.
- Canarium balansae Engl.
- Canarium balsamiferum Willd.
- Canarium batjanense Leenh.
- Canarium bengalense Roxb.
- Canarium caudatum King
- Canarium cestracion Leenh.
- Canarium chinare Grutt. & H.J.Lam
- Canarium cinereum Guillaumin
- Canarium copaliferum A.Chev.
- Canarium decumanum Gaertn.
- Canarium denticulatum Blume
- Canarium dichotomum (Blume) Miq.
- Canarium divergens Engl.
- Canarium engleri H.J.Lam
- Canarium euphyllum Kurz
- Canarium euryphyllum G.Perkins
- Canarium fuscocalycinum Stapf ex Ridl.
- Canarium gracile Engl.
- Canarium grandifolium (Ridl.) H.J.Lam
- Canarium harami Bojer
- Canarium harveyi Seem.
- Canarium hirsutum Willd.
- Canarium indicum L. - noix de nangaille, ngoli, galap, nangaille, noix de Kanari, ou kenari (en Indonésie et en Malaisie)[2]
- Canarium intermedium H.J.Lam
- Canarium kaniense Lauterb.
- Canarium karoense H.J.Lam
- Canarium kerrii Craib
- Canarium kinabaluense Leenh.
- Canarium kipella (Blume) Miq.
- Canarium kostermansii Leenh.
- Canarium lamii Leenh.
- Canarium latistipulatum Ridl.
- Canarium liguliferum Leenh.
- Canarium littorale Blume
- Canarium luzonicum (Blume) A.Gray
- Canarium lyi C.D.Dai & Yakovlev
- Canarium macadamii Leenh.
- Canarium madagascariense Engl.
- Canarium maluense Lauterb.
- Canarium megacarpum Leenh.
- Canarium megalanthum Merr.
- Canarium merrillii H.J.Lam
- Canarium muelleri F.M.Bailey
- Canarium odontophyllum Miq.
- Canarium oleiferum Baill.
- Canarium oleosum (Lam.) Engl.
- Canarium ovatum Engl.
- Canarium paniculatum (Lam.) Benth. ex Engl.
- Canarium parvum Leenh.
- Canarium patentinervium Miq.
- Canarium perlisanum Leenh.
- Canarium pilososylvestre Leenh.
- Canarium pilosum A.W.Benn.
- Canarium pimela K.D.Koenig
- Canarium polyphyllum K.Schum.
- Canarium pseudodecumanum Hochr.
- Canarium pseudopatentinervium H.J.Lam
- Canarium pseudopimela Kochummen
- Canarium pseudosumatranum Leenh.
- Canarium reniforme Kochummen & Whitmore
- Canarium resiniferum Bruce ex King
- Canarium rigidum (Blume) Zipp. ex Miq.
- Canarium rotundifolium Guillaumin
- Canarium sarawakanum Kochummen
- Canarium schweinfurthii Engl.
- Canarium sikkimense King
- Canarium solomonense B.L.Burtt
- Canarium strictum Roxb.
- Canarium subulatum Guillaumin
- Canarium sumatranum Boerl. & Koord.
- Canarium sylvestre Gaertn.
- Canarium thorelianum Guillaumin
- Canarium trifoliolatum Engl.
- Canarium trigonum H.J.Lam
- Canarium vanikoroense Leenh.
- Canarium venosum Craib
- Canarium vitiense A.Gray
- Canarium vittatistipulatum Guillaumin
- Canarium vrieseanum Engl.
- Canarium vulgare Leenh. - amande de Java[3]

- Canarium whitei Guillaumin
- Canarium zeylanicum (Retz.) Blume